# Centronia
Centronia es un género de plantas fanerógamas de la familia Melastomataceae con 21 especies. Es originario de Sudamérica.

## Taxonomía
El género fue descrito por David Don y publicado en  Memoirs of the Wernerian Natural History Society 4(2): 314-315, en el año 1823. La especie tipo es Centronia laurifolia D.Don.

## Especies
| - Centronia brachycera Triana - Centronia crassiramis (Naudin) Triana - Centronia dichromantha L.Uribe - Centronia excelsa Triana - Centronia eximia Triana - Centronia grandiflora Standl. - Centronia haemantha Triana - Centronia insignis Triana - Centronia laurifolia D.Don - Centronia mutabilis Gleason | - Centronia mutisii Triana - Centronia neblinae Wurdack - Centronia peruviana J.F.Macbr. - Centronia phlomoides Triana - Centronia pulchra Cogn. - Centronia reticulata Triana - Centronia ruizii Lozano - Centronia sessilifolia Cogn. - Centronia tomentosa Cogn. - Centronia tunguraguae S.F.Blake - Centronia vaupesana Wurdack in R.E.Schult |